# Bangou-Tondibia
Bangou-Tondibia (auch: Tondibia Gorou) ist ein Dorf im Arrondissement Niamey I der Stadt Niamey in Niger.

## Geographie
Das von einem traditionellen Ortsvorsteher (chef traditionnel) geleitete Dorf liegt im ländlichen Gemeindegebiet von Niamey an der Nationalstraße 24 nach Ouallam. Südlich von Bangou-Tondibia befindet sich das urbane Stadtviertel Tchangarey. Ein Nachbardorf im Norden ist Goudal Gorou.

## Bevölkerung
Bei der Volkszählung 2012 hatte Bangou-Tondibia 1559 Einwohner, die in 225 Haushalten lebten. Bei der Volkszählung 2001 betrug die Einwohnerzahl 759 in 122 Haushalten.

## Wirtschaft und Infrastruktur
Bangou-Tondibia ist eine Siedlung von Ackerbauern. Ein kleiner Damm staut ein Wasserreservoir auf.